# B'not Esh
B'not Esh („Töchter des Feuers“) ist ein jüdisch-feministisches Kollektiv mit Sitz in den Vereinigten Staaten, das 1981 gegründet wurde. Die Gruppe versuchte, eine rekonstruierte feministische Sicht auf die jüdische Tradition zu definieren und sah sich selbst als jüdisch-feministisches spirituelles Kollektiv. Die Grundposition der Gruppe ist, dass die jüdische Spiritualität von Frauen ein politischer Kampf ist.
Laut Judith Plaskow, einem Gründungsmitglied der Gruppe, wurde die Notwendigkeit des Kollektivs erstmals 1980 von amerikanischen jüdischen Feministinnen erkannt. Die Planung für das Kollektiv begann 1980 beim National Havurah Summer Institute, einer Veranstaltung, die ein religiöses Stipendium für gleichgesinnte Juden bot. Als ein seit den 1980er Jahren bestehendes Kollektiv inspirierte B'not Esh viele jüdische feministische Projekte, Konferenzen, Bücher und andere Initiativen. Das erste Treffen der Gruppe fand am 30. März 1981 in Cornwall-on-Hudson, New York, statt. Das Treffen wurde zum Raum für die wesentlichen Aktivitäten der Gruppe und die Veranstaltung findet seit 1983 jährlich statt. Im selben Jahr nahm die Gruppe ihren Namen „B'not Esh“ an.
Laut Martha Ackelsberg, einem weiteren Gründungsmitglied, war die Frage der jüdischen Liturgie in den ersten Jahren ihres Bestehens heftig umstritten, wobei einige Mitglieder begeistert an einem Gebetsgottesdienst für alle Frauen am Schabbat teilnahmen und ihn genossen, während andere gegen die Verwendung traditioneller liturgischer Texte protestierten, die von Männern dominiert worden seien. Der Konflikt führte dazu, dass die Gruppe neue Elemente in den jüdischen Gebetsgottesdienst einbaute, darunter Poesie und Meditation, sowie Modifikationen der traditionellen liturgischen Sprache durch Feminisierung des Namens Gottes. 1985 war sich die Gruppe einig, dass viele Formen des Gebets und der Spiritualität ausprobiert werden müssten, um die Grenzen ihrer traditionellen jüdischen Bildung und Erziehung zu überwinden.